# تشيخ الجلد وخلل تنسج العظام
تشيخ الجلد وخلل تنسج العظام هو اضطراب وراثي جسمي متنحٍ نادر في الأنسجة الضامة، مدرج ضمن طيف متلازمات تهدل الجلد.
يُعزى استخدام اسم «تقزم والت ديزني» إلى أول حالة معروفة للاضطراب موثقة في تقرير مجلة عام 1950، إذ وصف المؤلفون خمسة أفراد مصابين من عائلة سويسرية بأنهم يظهرون سمات جسدية مشابهة لأقزام من فيلم لوالت ديزني.
يُستخدم مصطلح «تشيخ الجلد» مع «خلل تنسج العظام»، مع وضع مصطلح «الوراثي» أحيانًا في النهاية.

## المظاهر السريرية
يتسم مرض تشيخ الجلد وخلل تنسج العظام بالأعراض والخصائص التي تؤثر على الأنسجة الضامة والجلد والهيكل العظمي.
تشمل هذه الأعراض الجلد المتجعد المترهل على الوجه والبطن والأطراف (اليدين والقدمين) على الجانبين الظهريين، والذي يتفاقم عادةً بسبب الارتخاء المزمن للمفاصل وفرط التمدد؛ وتجزؤ ألياف الجلد المرنة وقلة عددها، مع خلل توضع ألياف الكولاجين؛ وقلة العظام وهشاشة العظام، مع الكسور العظمية المرافقة؛ ونقص تنسج العظم الوجني (عدم اكتمال نمو عظم الخد)، مع نقص تنسج الفك العلوي (عدم اكتمال نمو عظم الفك العلوي)، وبروز الفك السفلي (نتوء في الفك السفلي والذقن)، وانحناء العظام الطويلة، وتسطح الفقرات (تسطح العمود الفقري) المرتبط بانخماص العمود الفقري؛ والميلان الفقري الجانبي الحدابي (الجنف مع حداب، أو «انحناء الظهر»)، والبروز الكردوسي (وهو نمو غير عادي للأنسجة الكردوسية التي تبرز في المنطقة المشاشية للعظم، بالقرب من الركبة)؛ والتأثيرات الجسدية العامة ومظهر الوجه المتقزم مع الشيخوخة المبكرة.

## علم الوراثة
اعتُقد في الأصل أن هذا المرض موروث بطريقة متنحية مرتبطة بالكروموسوم إكس، لكن، تبين حاليًا أنه ينتقل بوراثة جسدية متنحية بشكل أساسي. هذا يعني أن الجين المعيب المسؤول عن الاضطراب يقع في كروموسوم جسمي، ويلزم وجود نسختين من الجين المعيب (نسخة موروثة من كل من الأب والأم) حتى يظهر الاضطراب منذ الولادة. يحمل والدا الفرد المصاب باضطراب صبغي جسدي متنحي نسخة واحدة من الجين المعيب، لكنهما لا يظهران عادةً أي علامات أو أعراض للاضطراب. 

## التشخيص

### التشخيص التفريقي
تتشابه العديد من مظاهر تشيخ الجلد وخلل تنسج العظام مع شكل وراثي جسمي متنحٍ آخر من متلازمة تهدل الجلد، وهو متلازمة الجلد المتجعد (دبليو إس إس)، إلى درجة يُعتقد فيها أن كلا الاضطرابين من الأنماط الظاهرية المتغيرة لاضطراب واحد.
مع ذلك، تشير العديد من العوامل المحددة إلى أن مرضي جي أوه ودبليو إس إس مرضان مستقلان، لكنهما يشتركان في النطاق السريري نفسه.
رغم أن السمة السائدة للجلد المترهل المتجعد تكون موضعية أكثر في جي أوه، عادةً ما تكون شاملة وتخف شدتها مع تقدم العمر في حالة دبليو إس إس. بالإضافة إلى ذلك، عادةً ما يكون اليافوخ (البقع اللينة) طبيعيًا على رؤوس الأطفال المصابين بمرض جي أوه، لكنه غالبًا ما يتضخم عند الرضع المصابين بدبليو إس إس.
يرتبط دبليو إس إس بطفرات في الجينات على الكروموسومات 2 و5 و7 و11 و14؛ بينما يرتبط جي أوه بالطفرات في بروتين جي أوه آر إيه بي. لوحظ أيضًا نمط سيالوترانسفيرين من النوع 2 في مصل الصابين بمتلازمة دبليو إس إس، وهو غير موجود لدى مرضى جي أوه.
ربما تكون الميزة الأكثر بروزًا، التي تميز جي أوه عن دبليو إس إس وما يشابهها من اضطرابات تهدل الجلد، هي البروز الكردوسي المرتبط بالعمر والذي يوجد أحيانًا في العظام الطويلة المتأثرة بمرض جي أوه، بالقرب من الركبة. لا يظهر هذا البروز حتى سن الرابعة أو الخامسة، ثم يختفي بعد الإغلاق المشاشي، ويُعتقد أن هذا الشذوذ العظمي يمثل علامة جينية محددة ينفرد بها مرض جي أوه وتأثيراته على نمو العظام.